# Eurotunnel Class 0001
De Eurotunnel Class 0001 is een serie Bo-Bo diesellocomotieven gebouwd tussen 1991 en 1992. De locs werden gebouwd door Maschinenbau Kiel (MaK) (Intern heten deze locs bij MaK DE 1004). De locs zijn afgeleid van de NS 6400. De locs worden gebruikt door de reddings en onderhouds diensten van de eurotunnel. Ze zijn geschilderd in een geel/grijze kleurstelling bijna gelijk aan de NS 6400. Alle locs beschikken over een wegklapbare automatische Scharfenbergkoppeling.
Ter versterking van deze vloot zijn in november 2010 2 stuks 6400 van DB schenker overgenomen. Deze zullen gedeeltelijk worden aangepast om vergelijkbaar met de class 0001 te worden.

## Filters
Na 15 jaar dienst in 2007 werden de locs gereviseerd door NedTrain. De filterwagons werden onder andere vervangen door ingebouwde (roet)filters in de verhoogde huif.